# إسحاق ن. بيرسون
إسحاق ن. بيرسون هو سياسي أمريكي، ولد في 27 يوليو 1842، وتوفي في 1908. نشط حزبياً في الحزب الجمهوري. وقد انتخب عضو مجلس نواب إلينوي ‏.